# Franz Beckenbauer
Franz Anton Beckenbauer, kallad der Kaiser och Kaiser Franz ("kejsaren"), född 11 september 1945 i München, Tyskland, död 7 januari 2024 i Salzburg, Österrike, var en tysk fotbollstränare och fotbollsspelare som ofta räknas som en av de främsta genom tiderna. Han rankas som Tysklands främste fotbollsspelare genom tiderna och anses av många också vara den främste försvarsspelaren någonsin. Beckenbauer blev världsmästare både som spelare (lagkapten) och som förbundskapten.

## Biografi

### Tidigt liv
Franz Beckenbauer föddes i stadsdelen Giesing i München 1945 som son till Franz och Antonie Beckenbauer. Han började som barn spela i den lokala klubben SC München von 1906, innan han kom till Bayern Münchens ungdomslag. Han planerade egentligen att spela i 1860 München, men en ungdomsturnering ändrade på det. SC München mötte 1860 München i finalen av denna, efter att Beckenbauer örfilat en 1860-spelare blev det inget av övergången.

### Klubblagskarriär
Beckenbauer gjorde sin debut för FC Bayern München den 6 juni 1964 mot Stuttgarter Kickers, när laget spelade i andradivisionen Regionalliga Süd. Han spelade då på vänsterkanten. Under sin första säsong i andradivisionen 1964/1965 kvalificerade sig laget för spel i den nyligen formade högstaligan Bundesliga.
Bayern blev snart en maktfaktor i den nya tyska ligan; de vann tyska cupen 1966–67 och blev också framgångsrika i Europa i och med sin vinst i Cupvinnarcupen 1967. 
Säsongen 1968/1969 blev Beckenbauer lagkapten och ledde sin klubb till den första ligatiteln. Bayern München blev då andra tyska lag efter Schalke 04 att vinna mästerskapet och cupen under samma säsong. 
Beckenbauer spelade från början i en defensiv mittfältsroll men hans offensiva räder var framgångsrika. Efter att ha varit mittfältare utvecklades Beckenbauer till libero, en position som han blev legendarisk i som dess främsta företrädare och uttolkare.
1968 uppstod smeknamnet Kaiser Franz. Det finns flera versioner till hur namnet uppkom. En är att han fotograferades i samband med en match i Wien tillsammans med en byst av den tidigare österrikiska kejsaren Franz I. Det är också den version som Beckenbauer själv gärna berättade. Welt am Sonntag menade däremot i en artikel att det kommer från en artikel i Bild från 10 juni 1969 där han kallas Kaiser der Nation.
I Bayern München firade Beckenbauer stora triumfer som fortfarande saknar motstycke i Tyskland. Laget vann bland annat Europacupen för mästarlag tre år i rad 1974–1976 samt flertalet liga- och cuptitlar.
1977 flyttade Beckenbauer till USA för spel i New York Cosmos i NASL men gjorde comeback i Bundesliga för Hamburger SV 1980. Beckenbauer avslutade sin aktiva karriär 1982–1983, vid 37 års ålder, med att spela i New York Cosmos.

### Landslagsspelare
Beckenbauer spelade 103 landskamper och gjorde fjorton mål för Västtyskland. Han debuterade i västtyska landslaget mot Sverige 1965. Den unge Beckenbauer blev tidigt en firad stjärna och utmärkte sig under VM i England 1966 där han gjorde fyra mål och vann VM-silver med landslaget. I följande VM i Mexiko 1970 var Beckenbauer en av de bästa spelarna och förde Västtyskland till en tredjeplats. Han gjorde bland annat reduceringsmålet i kvartsfinalen mot England när Västtyskland vände matchen till seger. I den dramatiska semifinalen mot Italien (3–4) slog Beckenbauer sin axel ur led, men tvingades spela vidare med mitella då de två tillåtna bytena var gjorda. Han stod sedan över matchen om tredje pris. Wolfgang Overath utsågs till lagkapten efter VM men då han skadade sig blev Beckenbauer ny lagkapten under EM-kvalet. 
Västtyskland, med storstjärnor utöver Beckenbauer som Günter Netzer, Wolfgang Overath och Gerd Müller i laget, dominerade landslagsfotbollen i början av 1970-talet. Det västtyska landslagets framgångar och spelidé påverkade hela världsfotbollen med Beckenbauers liberoroll som utmärkande lagdel. 1972 var Beckenbauer lagkapten när Västtyskland blev europamästare för första gången efter seger mot Sovjetunionen i finalen.

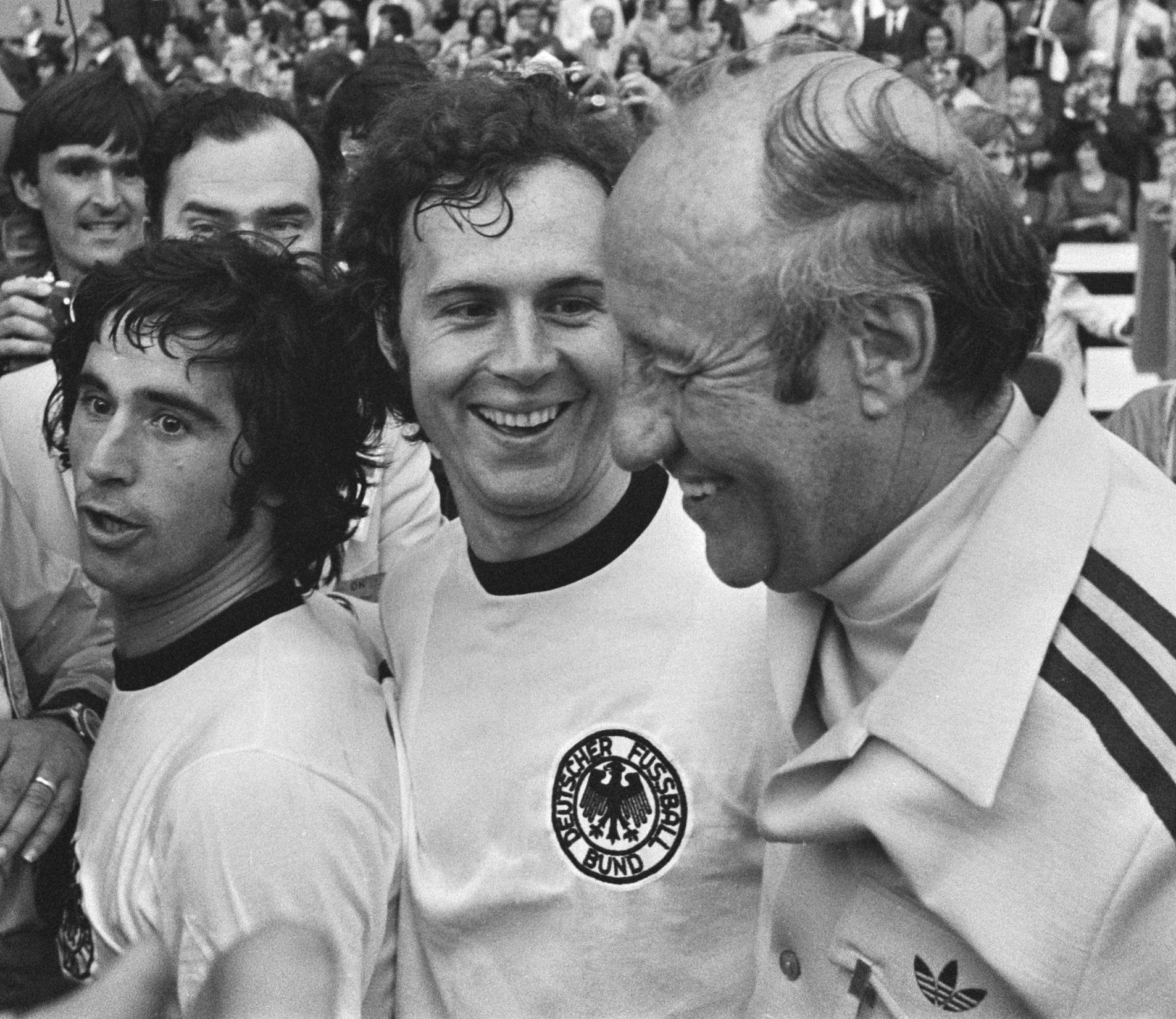
Müller, Beckenbauer och Schön efter VM-segern 1974

Västtyskland vann som värdnation VM 1974. Finalen spelades i Beckenbauers hemstad München. I VM-slutspelet gick det till en början trögt med bland annat en överraskande förlust mot Östtyskland i Hamburg (0–1) men laget slöt sig samman under vad som kallats "Natten i Malente" och tog sig till finalen via tre raka segrar i mellanrundan. I finalen besegrades Holland med 2-1.
Beckenbauers sista stora framträdande i landslaget var finalen i EM i fotboll år 1976 som slutade med förlust mot Tjeckoslovakien efter straffläggning. Han gjorde sin sista landskamp mot Frankrike 1977.

### Tränarkarriär

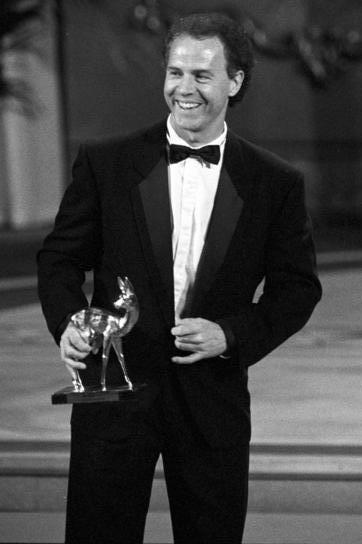
Beckenbauer hedrades med Bambipriset för tyska landslagets VM-titel år 1990.

År 1984 blev Beckenbauer landslagstränare för Västtyskland sedan Jupp Derwall avgått. Då han inte hade den tränarlicens som krävdes fick han titeln Teamchef istället för Bundestrainer. Han nådde med Västtyskland final i VM 1986 (förlust mot Argentina 2–3) och vann VM 1990 efter seger mot Argentina (1–0). Efter en första tid med framgång i VM-kvalet och VM-silver 1986 men med fortsatta inre stridigheter, byggde Beckenbauer upp ett nytt landslag. Det nya laget med nykomlingar som Jürgen Kohler, Jürgen Klinsmann och Thomas Hässler bredvid de redan etablerade Lothar Matthäus, Andreas Brehme och Pierre Littbarski nådde semifinal när EM hölls i Västtyskland 1988. Beckenbauers och landslagets stora stund skulle sedan komma vid VM i Italien 1990.
Västtyskland nådde för tredje gången i rad VM-final i ett reprismöte på finalen 1986 då Argentina åter stod för motståndet. Laget fick sin revansch och sin tredje VM-titel efter ett sent segermål av Andreas Brehme på straff då Rudi Völler hade fallit lätt efter en brytning av Nestor Sensini i det argentinska straffområdet. Västtyskland hade tagit sig igenom turneringen med storsegrar under gruppspelet och imponerat med segrar mot bland annat regerande europamästarna Nederländerna och rivalen England på sin väg mot finalen. Beckenbauer avgick som förbundskapten efter VM-segern, och efterträddes av dåvarande assisterande förbundskapten Berti Vogts.
Efter VM arbetade Beckenbauer för Olympique Marseille 1990–1991. Beckenbauer var tränare för Bayern München när laget vann Bundesliga 1994 sedan Erich Ribbeck sparkats under säsongen. Han återkom som tillfällig lösning som tränare för laget 1996 sedan Otto Rehhagel sparkats.

### Fotbollsfunktionär

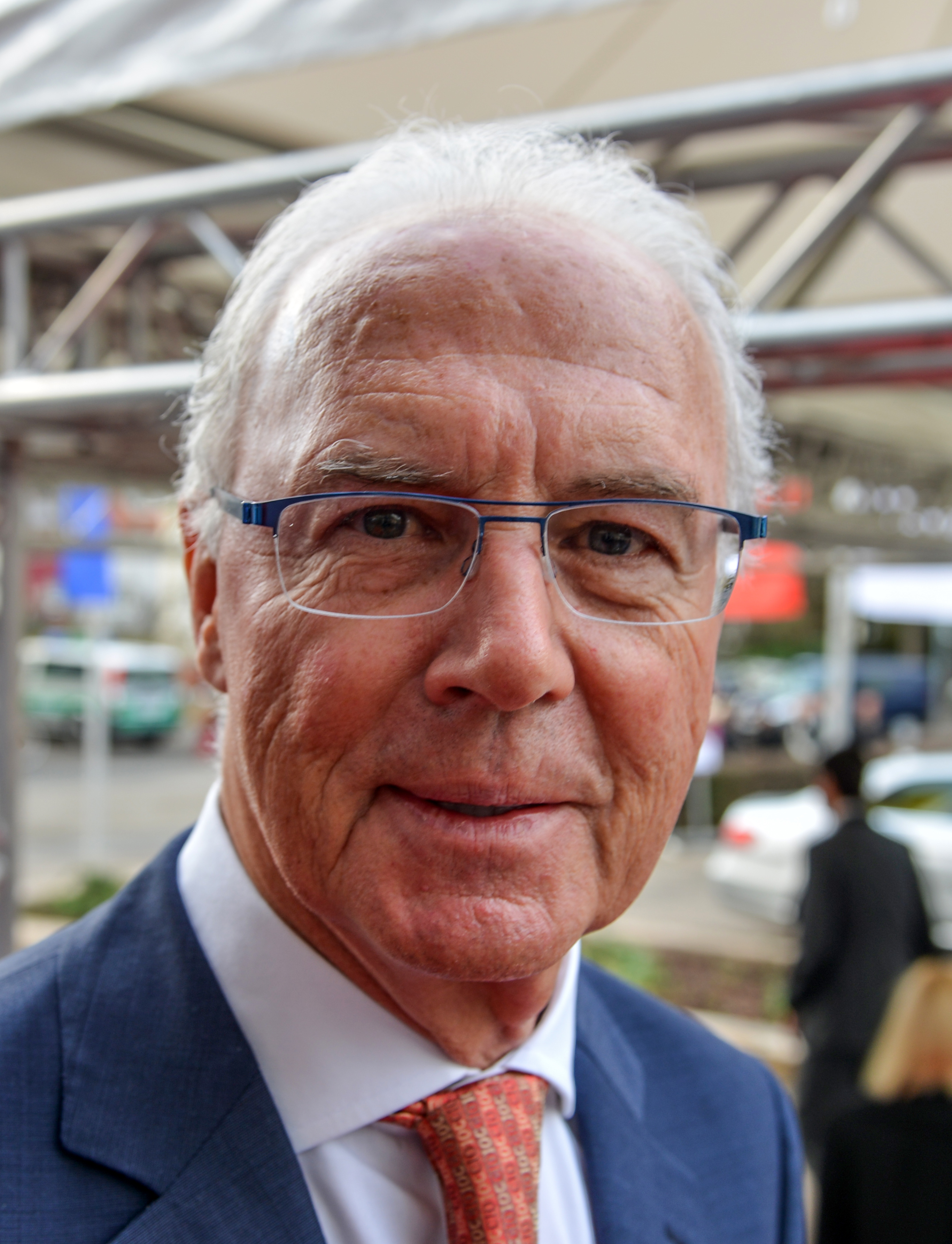
Franz Beckenbauer, 2014.

År 1994 blev Beckenbauer president i Bayern München och hade en ledande roll när Tyskland drev sin framgångsrika VM-kampanj för att få VM i fotboll 2006. Beckenbauer hade under lång tid en central roll inom tysk fotboll som ledare men även som krönikör och kommentator. 
Beckenbauer hamnade 2015 i blåsväder då det visat sig finnas stora ekonomiska oklarheter kring tilldelandet av fotbolls-EM till Tyskland 2000. Beckenbauer ledde Tysklands VM-kommitté som ansökte om och sedan organiserade fotbolls-VM 2006. Han tog också emot miljoner från Adidas-chefen Robert Louis-Dreyfus som inte redovisats. Det rörde sig 
om 6,7 miljoner euro som använts som en svart kassa i VM-kampanjen. Skandalen ledde även till att Wolfgang Niersbach, ordförande för Tysklands fotbollsförbund, avgick.

### Övrigt
År 1975 fick Franz Beckenbauer ett par korta shorts uppkallade efter sig av Adidas, nämligen Beckenbauershorts, gjorda av blankt nylontyg med innerbyxa i bomull som var populära under både 1970- och 1980-talen. Adidas har även tillverkat skor med namnet Beckenbauer.

## Meriter
- A-landskamper: 103 (1965-1977) – 14 mål för Västtysklands fotbollslandslag
- VM i fotboll: 1966, 1970, 1974
  - VM-matcher: 19 (1966, 1970, 1974)
  - VM-medaljer; 1 guld (1974), 1 silver (1966), 1 brons (1970)
- EM i fotboll: 1972, 1976
  - EM-medaljer: 1 guld (1972), 1 silver (1976)
- Europacupen: 1974, 1975, 1976
- Cupvinnarcupen: 1967
- Tysk mästare: 1969, 1972, 1973, 1974, 1983
- Världscupmästare: 1976
- Årets spelare i Västtyskland: 1966, 1968, 1974, 1976

## Klubbar
- New York Cosmos (1983)
- Hamburger SV (1980-1982)
- New York Cosmos (1977-1980)
- FC Bayern München (1958-1977)